# G☆RACE
G☆RACE（グレース）は、日本の芸能事務所「プラチナムプロダクション」所属の女性8人で構成されたアイドルグループである。

## 概要
雑誌モデル、レースクイーン、テレビ出演などの多彩な活動を行っていた8人が集まり、2010年のSUPER GTイメージガールユニットとして結成。同年1月17日の東京オートサロンにて例年より早く初お披露目された。
メンバー8人ともこの年、創立10周年を迎えたプラチナムプロダクション所属。同一事務所所属者のみで構成されたイメージガールユニットは2005年の「P-ch!」以来5年ぶりとなった。またユニットのロゴマークに“☆（星マーク）”が付いたのは2006年の「4☆TUNE」以来である。

## メンバー
| 名前（よみ）               | 生年月日       | 出身地   | 血液型 | 備考                                                                                      |
| -------------------------- | -------------- | -------- | ------ | ----------------------------------------------------------------------------------------- |
| 新田梢恵 （にった こずえ） | 1986年2月4日   | 岡山県   | A型    | 2010年東京オートサロンイメージガール 「A-class」メンバー                                  |
| 中村アン （なかむら あん） | 1987年9月17日  | 東京都   | AB型   | 「ラボ☆マイスター」「すぽると!」 （共にフジテレビ）レギュラー出演                         |
| 服部愛 （はっとり めぐみ） | 1988年6月3日   | 大阪府   | A型    | 「JJ」などで読者モデルとして活躍 現在は「竹田愛」に改名                                   |
| 菜々緒 （ななお）          | 1988年10月28日 | 埼玉県   | O型    | 2010年三愛水着イメージガール 2009年ミスTGCグランプリ レースクイーン・オブ・ザ・イヤー2010 |
| 高梨麻衣 （たかなし まい） | 1990年4月3日   | 神奈川県 | A型    | 「キャンパスナイトフジ」 （フジテレビ）レギュラー出演                                     |
| 吉田愛璃 （よしだ えり）   | 1991年3月14日  | 千葉県   | A型    | 「Popteen」専属モデル 歌手としてシングル2枚リリース                                       |
| 山崎麻衣 （やまざき まい） | 1991年12月30日 | 神奈川県 | O型    | 本ユニットで芸能界デビュー                                                                |
| 工藤えみ （くどう えみ）   | 1993年2月7日   | 大分県   | O型    | 「Seventeen」専属モデル 元「CHIMO」メンバー                                               |
- 上記のメンバーのうち、2019年現在もプラチナムプロダクションへの所属が確認されているのは中村アン、菜々緒、服部愛（現：竹田愛）のみである。山崎麻衣は2011年のZENT sweetiesメンバーとしても活動したが、その後芸能界を引退[1]。また元フェイスネットワーク所属の新田梢恵は、G☆RACEの活動終了後に所属事務所をイー・スマイルに移してレースクイーン活動を継続したが[2]、程なくして退所している。
- 前年の「angelic」同様、2年連続して血液型B型の女性がメンバーに選ばれていない。

## 沿革
※出来事はいずれも2010年
- 1月17日：東京オートサロンで初お披露目。
- 2月：ユニット名が「G☆RACE」に決まる。
- 3月6日：この日菜々緒が出演した東京ガールズコレクション2010に工藤を除くメンバーがサプライズ出演[3]。
- 3月20日〜3月21日：鈴鹿サーキットで第1戦開催。ロゴマーク初披露[4]。ただし21日のみ工藤は不参加[5]。
- 4月3日〜4月4日：岡山国際サーキットで第2戦開催。開催日が高梨麻衣の誕生日と重なったが、高梨は不参加だった（服部、中村、新田、吉田のみ参加）。
- 4月28日：SUPER GT公認CDアルバム『SUPER EUROBEAT presents SUPER GT 2010』（avex trax・AVCD-38063）発売。吉田が作詞に関わったオリジナル曲『FLY HIGH!!』収録。
- 5月1日〜5月2日：富士スピードウェイで第3戦開催。ステージでは吉田、新田、高梨、山崎が歌を披露。また2日には「SUPER GTイメージガールと行くモニター観戦ツアー」が行われ、中村と菜々緒が30人の女性モニターをレース観戦にナビゲートしていた[6]。
- 6月19日〜6月20日：マレーシア・セパンサーキットで第4戦開催。この年は2004年以降続いていたマレーシア戦限定のイメージガールユニットを置かず、新田と服部の2名のみが開催までの約1ヵ月間マレーシアに滞在しPR活動を行った。イベントステージでは2006年度のイメージガールだった「4☆TUNE」の持ち歌『SAY YOU'LL BE MINE』[注 1]を歌唱した。滞在中に22歳の誕生日を迎えた服部は帰国後、日差しで痛んだ髪型を美容室でキレイに整えたことを自身のブログで明かしている[8]。
- 7月22日：東京湾納涼船「さるびあ丸」で行われたbayfmの番組『YAMAMAN presents MUSIC SALAD FROM U-kari STUDIO』のイベントに吉田、新田、高梨、山崎が出演。同イベントには2008年にAiry、2009年にangelicも出演しており、3年連続でGTイメージガールが納涼船イベントに出演したこととなった。
- 7月24日〜7月25日：スポーツランドSUGOの第5戦に吉田、新田、高梨、山崎が出演したが、菜々緒は24日に福岡の天神コアで行われたイベントに出演していた。
- 8月21日〜8月22日：鈴鹿サーキットで第6戦『インターナショナル ポッカ GT サマースペシャル』開催。初戦以来連続出演を続けていた新田は22日に両国国技館で行われた格闘技大会『SRC14』（SENGOKU RAIDEN CHAMPIONSHIP）でラウンドガールを務めた為不参加となった（菜々緒、服部、高梨、山崎、吉田が出演）。
- 9月8日：この日発売のGT公認CDアルバム『SUPER EUROBEAT presents SUPER GT 2010 -Second Round-』（avex trax・AVCD-38134）にオリジナル曲『FLY AGAIN』収録。しかし同月11日と12日に富士スピードウェイで行われる予定だった第7戦は台風9号の影響により中止となった[9]。
- 10月10日：お台場レインボータウンで行われた『痛Gふぇすた2010』に吉田・新田・高梨・山崎が出演。『FLY AGAIN』をステージで初披露する。
- 10月16日：上野BRASHで行われた『秋葉工房ふぇすた〜激アツEXエディション〜』に吉田・新田・高梨・山崎が出演。
- 10月23日〜10月24日：ツインリンクもてぎで第8戦開催。工藤が第1戦以来、中村が第3戦以来の参加となり、7ヵ月ぶりにフルメンバーが揃った。また会場では「セディナカードプレミアム入会キャンペーン」も行われ、入会者にはG☆RACEのサイン入りグッズが抽選でプレゼントされた。
- 11月13日〜11月14日：富士スピードウェイで『JAF presents SUPER GT & Formula NIPPON FUJI SPRINT CUP 2010』が開催。もてぎ同様フルメンバーでの出演が期待されていたが、工藤のみが欠席となった[注 2]。なおこの日はシンハービールとのタイアップにより、同ビール購入者を対象とした握手会&写真撮影会が行われた。

## エピソード
- 「史上最多の8人編成」「5年ぶりにプラチナム所属者に統一」という話題性を引っさげて華々しく登場したユニットであったが、例年とは違い、レースクイーン関連メディアや男性誌グラビアへの露出は行われず、より多くの人達にSUPER GTをプロモーションする意向で活動していた。レース本番では開幕戦などの特別な時を除きフルメンバーで出演しなかったり、イメージガールとしては初となるTwitterを利用した情報発信などの試みも見られたが、最終的にはシリーズ終了と共に活動終了となり、翌年の東京オートサロンにおける引継ぎ式は行われなかった。
- プラチナムプロダクション及びエイベックスが関与したGTイメージガールは本ユニットが最後となり、発売されていた公認CDアルバム『SUPER EUROBEAT presents SUPER GT』シリーズもこの年で最後となった。吉田愛璃はもてぎ戦終了後のブログで「来年もまた新たなイメガが誕生します」と宣言していたが[11]、翌2011年より『sucre』というGTイメージガールではないRQユニットが登場したことから、12年間で総計50人を輩出したJGTC→SUPER GTのイメージガールは2013年の『IA GIRL STARS』まで途絶えることとなった。なおこの年に新田と服部が担当していたマレーシア戦限定のイメージガールは翌年以降、日本人女性とマレーシア人女性のペアによる体制へと移行され、2013年にマレーシア戦が終了するまで続いた。

- この年のレース時における衣装は「vivace」以来続いていた赤と白を基調としたスポーティーなコスチュームではなく、LagunaMoonの提供によるカジュアルな衣装となった[4]。また歌唱時は菜々緒、中村、工藤を除くメンバーが「BFL」「MAKE ME CRAZY」と書かれたTシャツを着てパフォーマンスしていた。
- 長年、SUPER GTをダイジェスト放送していたテレビ東京が『激走!GT』を打ち切ったことにより、この年はフジテレビ[注 3]に放映権が移行されたが、視聴率不振などの事情からわずか1年で終了。翌2011年からは再びテレビ東京系での放送に戻り『SUPER GT+』がスタートしている[12]。

- 最年少メンバーだった工藤えみの出身地である大分県のオートポリスはこの年、2003年以来毎年10月に行われていたSUPER GTのレースを開催しなかったが[13]、翌2011年以降は再び開催されている[注 4]。AP戦初の初夏開催となった2014年6月1日のSUPER GT第3戦決勝では、工藤がレース開始前の国歌斉唱を行った[14]。